# Port lotniczy Maun
Port lotniczy Maun – międzynarodowy port lotniczy położony 5 km od centrum Maun, w Botswanie. Port lotniczy znajduje się w pobliżu Delty Okawango, parków narodowych Chobe i Moremi. 

## Linie lotnicze i połączenia
| Linia Lotnicza     | Kierunek                                                |
| ------------------ | ------------------------------------------------------- |
| Air Botswana       | 1. Gaborone 2. Johannesburg 3. Kasane 4. Victoria Falls |
| Airlink            | 1. Kapsztad 2. Johannesburg                             |
| CemAir             | 1. Johannesburg                                         |
| Ethiopian Airlines | 1. Addis Abeba (od 10 czerwca 2024)                     |
| Fastjet Zimbabwe   | 1. Victoria Falls                                       |
| FlyNamibia         | 1. Windhuk (od 3 lipca 2024)                            |